# Sopdet (Sternbild)
Sopdet war die altägyptische Bezeichnung eines Sternbildes und Dekans. Das Sternbild bestand aus Teilen des astronomischen Sternbildes Großer Hund und symbolisierte die Gottheit Sopdet.
Auffällig ist die unterschiedliche Schreibweise in Hieroglyphen ab dem mittleren Reich, da das Sternbild Sopdet sowohl mit der typischen t-Endung als auch mit Spd dargestellt wurde.

## Hintergrund

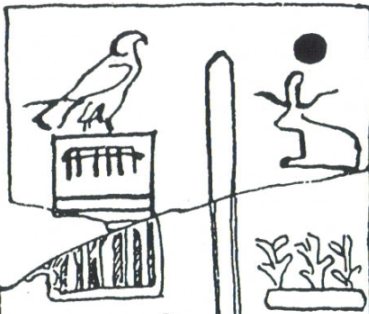
Elfenbeintäfelchen des Djer (Frühester Beleg von Sopdet als Jahresbezug).

| M44 |

| M44 |

Die Gründe für die unterschiedliche Schreibung hinsichtlich der t-Endung bleiben unklar. Mögliche Ursache ist eine mannweibliche Bedeutung der Sopdet als Dekan-Stern. Den astronomischen Bedingungen folgend, fiel die hieroglyphische Schreibung unterschiedlich aus: Im Mittleren Reich wurde die Dreiecks-Hieroglyphe M44 noch aufrechtstehend dargestellt, während in griechisch-römischer Zeit aufgrund der veränderten Konstellation das Zeichen M44 nach links geneigt auf der Spitze stand.
In den Dekanlisten der Sethos-Schrift repräsentierte Sopdet am Leib der Nut den 35. Dekan. Der heliakische Aufgang war für den 16. Peret IV angesetzt und hatte als Datierungsgrundlage die verfügte Anordnung unter Sesostris III. (12. Dynastie) in dessen siebtem Regierungsjahr.

## Unsichtbarkeitsdauern von Sirius
Die in der altägyptischen Mythologie von der Unsichtbarkeitsdauer des Sirius abgeleiteten „70 Tage Einbalsamierungsdauer“ traten nur innerhalb der Epoche von der 1. Dynastie bis zum Beginn der 3. Dynastie in der Region Memphis beziehungsweise im Nildelta auf. Aufgrund der Eigenbewegung war Sirius dort am Nachthimmel in diesem Zeitraum maximal 10 Stunden beobachtbar.
In Elephantine oder Theben blieb Sirius dagegen zu keiner Zeit 70 Tage unsichtbar. Aus den Pyramidentexten des Alten Reiches geht hervor, dass die Ägypter die 70-tägige Unsichtbarkeitsdauer des Sirius kannten.
In der Dekanliste des Sethos I. taucht im Zusammenhang des heliakischen Aufgangs zur Zeit des Sesostris III. ebenfalls die Aussage von „70 Tagen Unsichtbarkeit der Dekane“ auf, obwohl explizit auf den Dekan Sopdet und nicht auf den Stern Sirius Bezug genommen wurde.
| Unsichtbarkeitsdauern von Sirius in verschiedenen Regionen Altägyptens (Gregorianischer Kalender) |                 |                                           |                                        |                             |
| Jahr                                                                                              | Beobachtungsort | Akronychischer Untergang (1. Nachtstunde) | Heliakischer Aufgang (12. Nachtstunde) | Unsichtbarkeitsdauer (Duat) |
| 2769 v. Chr.                                                                                      | Memphis         | 13. April (25. Schemu II)                 | 23. Juni (5. Heriu-renpet)             | 70 Tage                     |
| 2769 v. Chr.                                                                                      | Elephantine     | 18. April (30. Schemu II)                 | 17. Juni (29. Schemu IV)               | 59 Tage                     |
| 2137 v. Chr.                                                                                      | Memphis         | 20. April (1. Achet IV)                   | 28. Juni (9. Peret II)                 | 68 Tage                     |

## Datierungen von Sopdet (System des Nutbuches)
| Datierungen von Sopdet in Memphis |                                            |                                                 |                                                 |                          |
| Jahr                              | Akronychische Kulmination                  | Akronychischer Untergang                        | Heliakischer Aufgang                            | Bemerkungen              |
| 2089 v. Chr.                      | 11. Achet I 19. bis 20. Januar             | 11. Achet IV 19. bis 20. April                  | 21. Peret II 28. bis 29. Juni                   | Diagonalsternuhr         |
| 1869 v. Chr.                      | 6. Achet III 20. bis 21. Januar Höhe 35,5° | 6. Peret II 20. bis 21. April Sehungsbogen 8,6° | 16. Peret IV 29. bis 30. Juni Sehungsbogen 8,8° | Sesostris III.           |
| 1537 v. Chr.                      | 29. Peret I 23. bis 24. Januar             | 29. Peret IV 23. bis 24. April                  | 9. Schemu III 2. bis 3. Juli                    | Ebers-Kalender           |
| 1465 v. Chr.                      | 17. Peret II 24. bis 25. Januar            | 17. Schemu I 24. bis 25. April                  | 27. Schemu III 3. bis 4. Juli                   | Ramessidische Sternuhren |

## Astronomische Daten 28. Jahrhundert v. Chr. (Memphis)
- Wezen: Akronychischer Untergang am 11. April
- Sirius: Akronychischer Untergang am 12. April, heliakischer Aufgang am 24. Juni (5. Heriu-renpet)
- Adhara: Akronychischer Untergang am 10. April
- Sternbild Sopdet: Akronychischer Untergang am 10. April, heliakischer Aufgang am 24. Juni (5. Heriu-renpet)